# Helena Zachrisson
Helena Gunilla Zachrisson, född 25 december 1971 i Karlskoga, död 1994, var en svensk mästare i simhopp. Hon tävlade för Bofors simhoppsklubb i Karlskoga. 
Zachrisson tränades av Clas Dahlgren. Hon är gravsatt på Gamla kyrkogården i Karlskoga.

## Meriter
- SM
  - Simhopp, 1 meter
    - 1989 i Borås – 2:a
    - 1991 – 1:a

  - Simhopp, 3 meter
    - 1991 – 1:a